# Cròmbec ventregroc
El cròmbec ventregroc (Sylvietta denti) és un ocell de la família dels macrosfènids (Macrosphenidae)..

## Hàbitat i distribució
Habita els boscos, localment a Guinea, Sierra Leone, Libèria, Costa d'Ivori i sud de Ghana, Nigèria i sud del Camerun, el Gabon, República del Congo i nord, nord-est, est i sud de la República Democràtica del Congo.